# Autópálya M35
Autópálya M35 (ungarisch für ,Autobahn M35‘) ist eine Autobahn in Ungarn. Sie verbindet die Autobahn M3 bei Görbeháza mit der ostungarischen Stadt Debrecen. Die Eröffnung der Autobahn fand am 15. Dezember 2006 statt. Seit 2018 ist die Autobahn  bis zum Autobahndreieck M4-M47-M35 komplett fertiggestellt und für den Verkehr freigegeben.

## Streckenfreigaben
| Abschnitt                                              | Länge   | Inbetriebnahme    |
| ------------------------------------------------------ | ------- | ----------------- |
| Görbeháza (Autobahndreieck M3) – Debrecen              | 35,3 km | 15. Dezember 2006 |
| Umfahrung Debrecen (Knoten Nord – Süd)                 | 12,7 km | 20. April 2006.   |
| Debrecen-Süd – Hauptstrasse 481                        | 4,0 km  | 13. Dezember 2017 |
| Hauptstrasse 481 – Berettyóújfalu (Autobahndreieck M4) | 20,2 km | 20. Dezember 2018 |

## Abschnitte als Europastraße
Folgende Europastraßen verlaufen entlang der Autópálya M35:
- E 79: Görbeháza (Autobahnkreuz M3)–Berettyóújfalu (Autobahnkreuz M4)
- E 573: Umfahrung Debrecen (Dreich Nord–Süd)

## Verkehrsaufkommen
Es ist eine Verbindungsstraße zwischen zwei stark frequentierten Abschnitten in Ostungarn.
Durchschnittlicher täglicher Verkehr auf der Autobahn
| Abschnitt                                | DTV    |
| ---------------------------------------- | ------ |
| Görbeháza (Kreuz M3 – Debrecen-észak)    | 12.596 |
| Debrecen (Debrecen-észak – Debrecen-dél) | 11.024 |

## Gebührenpflichtige Strecken
Die M35 in Ungarn ist fast komplett gebührenpflichtig. 
Siehe auch Maut in Ungarn

### Komitatsweite Vignette
Seit dem 1. Januar 2015 kann die Autobahn M35 mit einem nationalen E-Aufkleber oder der folgenden komitatsweit geltenden Vignette benutzt werden:
| Komitat     | Verwendbarer Abschnitt                                         |
| ----------- | -------------------------------------------------------------- |
| Hajdú-Bihar | ab dem Autobahnkreuz M3 bis zum Autobahnkreuz M4 (volle Länge) |